# Psilotreta daphnis
Psilotreta daphnis là một loài Trichoptera trong họ Odontoceridae. Chúng phân bố ở miền Ấn Độ - Mã Lai.